# Xestocephalus tucsoni
Xestocephalus tucsoni är en insektsart som beskrevs av Knull 1944. Xestocephalus tucsoni ingår i släktet Xestocephalus och familjen dvärgstritar. Inga underarter finns listade i Catalogue of Life.